# Mazda 121
Mazda 121 — легковой автомобиль фирмы Mazda. С 1988 по 2003 год выпущено три поколения. Модель была заменена автомобилем Mazda 2.

## Первое поколение
Первое поколение Mazda 121 было результатом совместной работы с фирмами Mazda (Mazda 121) и Ford (Ford Festiva). Существовал вариант с матерчатой складной крышей — Mazda 121 CT. Kia приобрела техническую документацию в 1999 году и в 2000 вышла на рынок с моделью  Kia Pride , отличающейся более тонким металлом кузова и незначительными изменениями ходовой части.

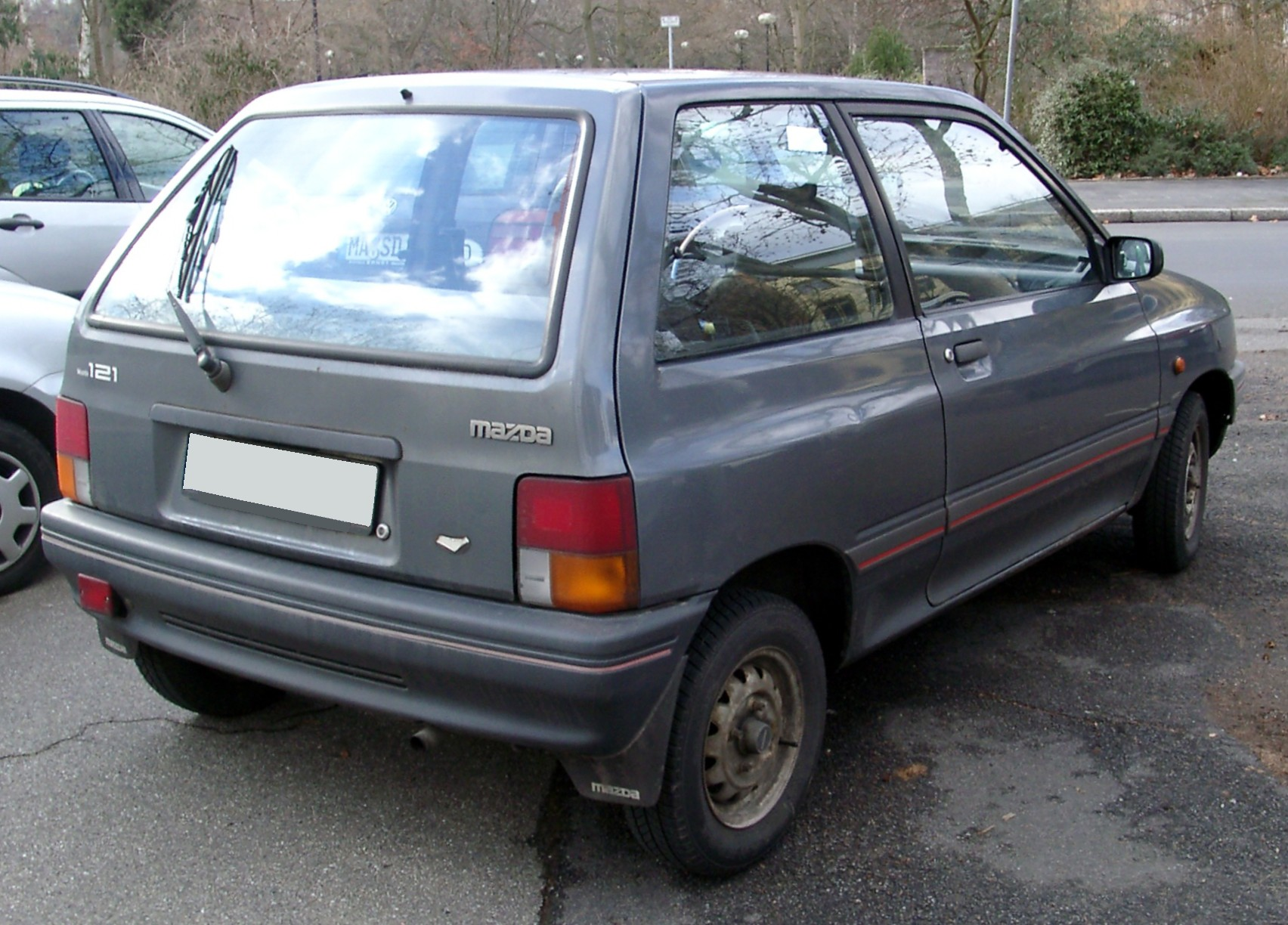
Mazda 121 DA

### Двигатели
- 1.1 с 1139 см³, 40 кВт (1989—1990)
- 1.4 с 1324 см³, 40 кВт (1990—1991)
- 1.4 с 1324 см³, 44 кВт (1988—1990)

## Второе поколение
Второе поколение Mazda 121 производилось с 1991 по 1996 годы и было собственной разработкой фирмы Mazda. В дизайне было решено отказаться от всех углов, за что автомобиль получил прозвище «яйцо».

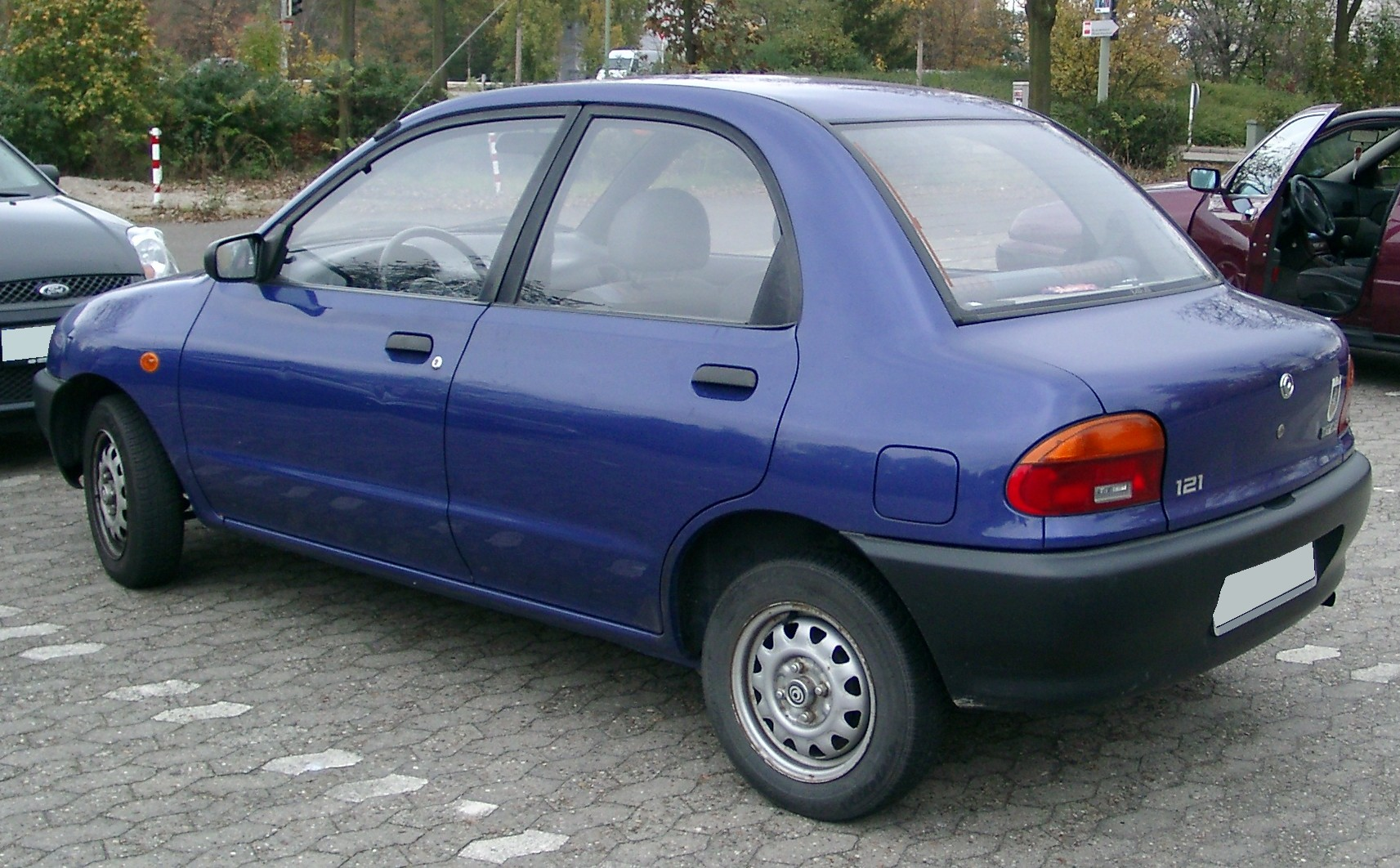
Mazda 121 DB

### Двигатели
- 1.3 16V — 1324 см³, 39 кВт, Евро-1
- 1.3 16V — 1324 см³, 54 кВт, Евро-1

## Третье поколение
В 1996 году сменилось поколение Mazda 121. Трёхдверный вариант обозначался JBSM, пятидверный вариант — JASM. Третье поколение было разработано совместно с Ford и делит платформу и внешний дизайн с автомобилем Ford Fiesta ’96.
В 2001 году Mazda 121 и Ford Fiesta ’96 подверглись модернизации. Отличия между моделями остались незначительными.

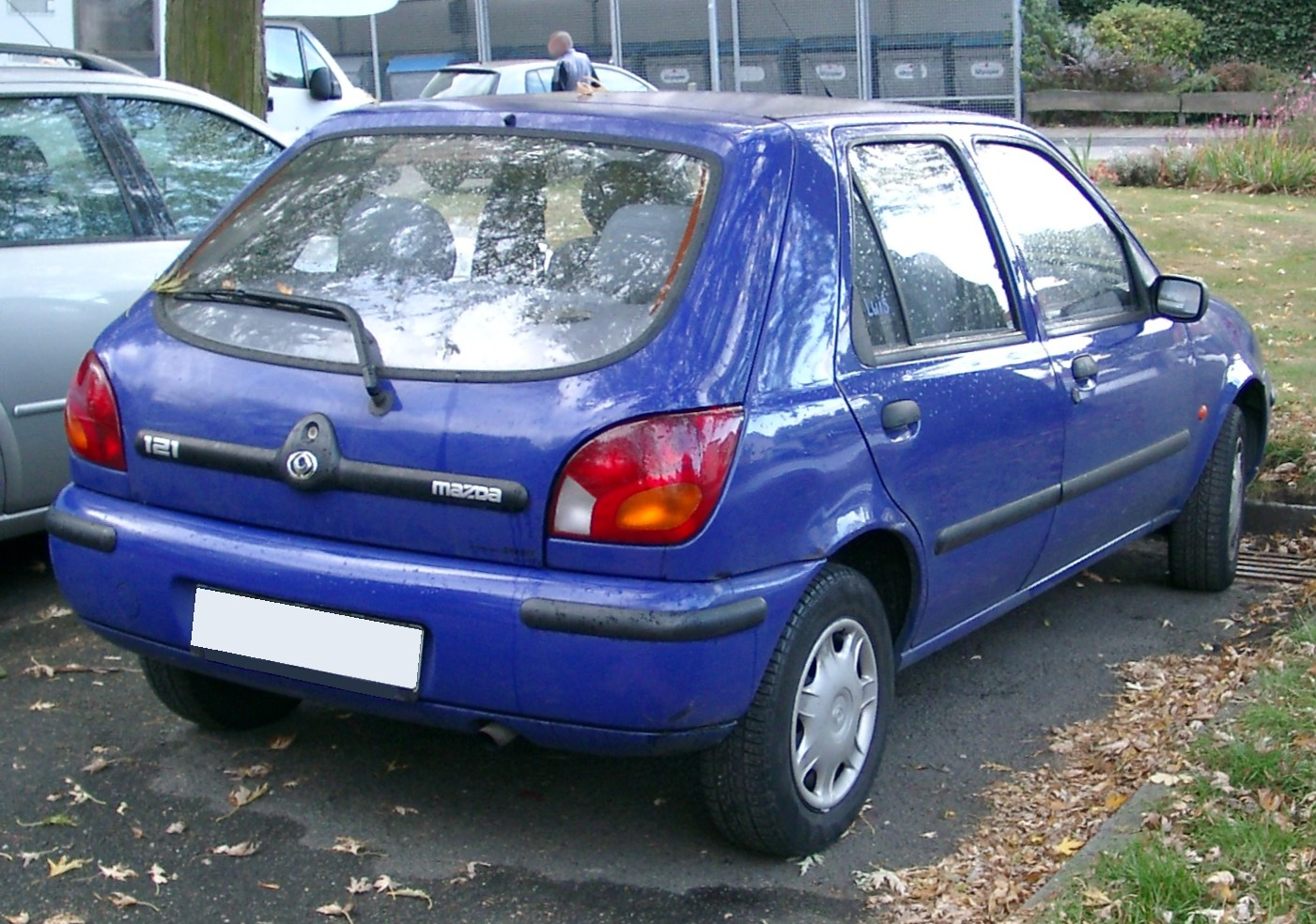
Mazda 121 JASM

### Двигатели
- 1.3 — 1299 см³, 37 кВт
- 1.3 — 1299 см³, 44 кВт
- 1.2 16V — 1242 см³, 55 кВт
- 1.8D — 1753 см³, 44 кВт
- 1.8TD — 1753 см³, 55 кВт

## Четвёртое поколение (DW)
Оно же Mazda Demio.

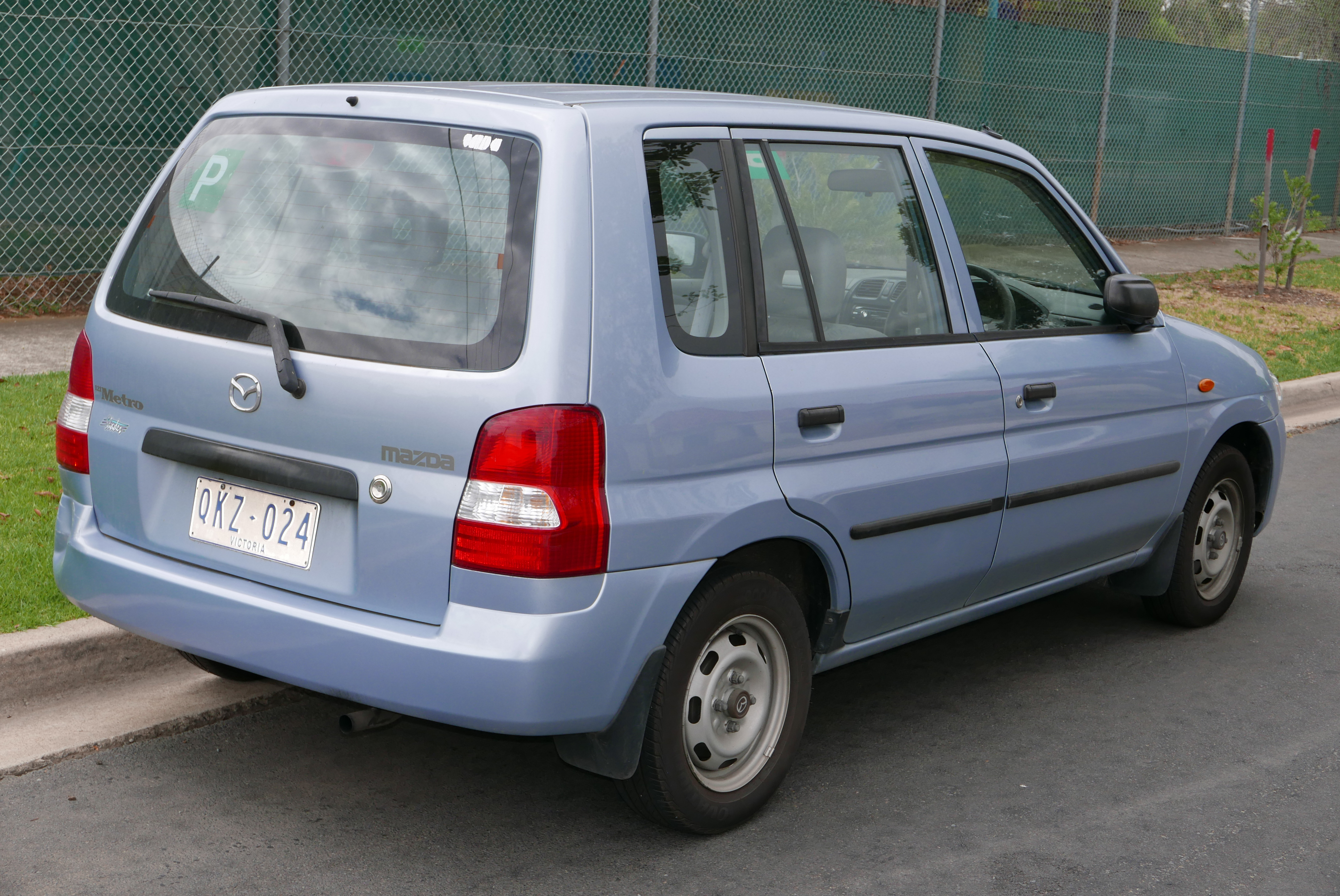
Вид сзади

В 1995 году Mazda придумала высокий хетчбэк, похожий на минивэн. Новая модель Demio стала неожиданным хитом для Mazda в Японии, а также начала нынешнею популярность мини-автомобилей B-сегмента или субкомпактвэнов, таких как Opel Meriva, Fiat Idea и Renault Modus.
Концепт автомобиля, Mazda BU-X, был представлен в 1995 году.
В 1997 году в Японии автомобиль выиграл награду RJC (Automotive Researchers' and Journalists' Conference Car of the Year).
Производство Demio в Японии стартовало в июле 1996 года (на остальных рынках, кроме Японии и Великобритании он производился как 121). Автомобиль использовал платформу Mazda DW platform. В 1997 году Ford выпустил в Японии конкурента Demio — Ford Festiva. В 1998 году Mazda поменяла свой логотип на современный, поэтому Demio/121 прошёл рестайлинг. Новая модель 1999 года показала следующие обновления: изменённый экстерьер, фильтрация воздуха в салоне, изменённая автоматическая трансмиссия и система DSC.
Первое поколение производилось в Колумбии до конца 2007 года (оригинально модель производилась до 2002 года) под названием Demio, после чего было заменено на модель Mazda 2.

### Двигатели
- 1,3 л B3-ME I4 (1996—1998)
- 1,5 л B5-ME I4 (1996—1998)
- 1,3 л B3E I4, 61 кВт (82 л.с)/108 Нм (1999—2001)
- 1,5 л B5E I4, 74 кВт (99 л.с)/127 Нм (2000—2001)

## Маркетинг
Звезда НБА Скотти Пиппен появился в телевизионной рекламе Demio на старте продаж.

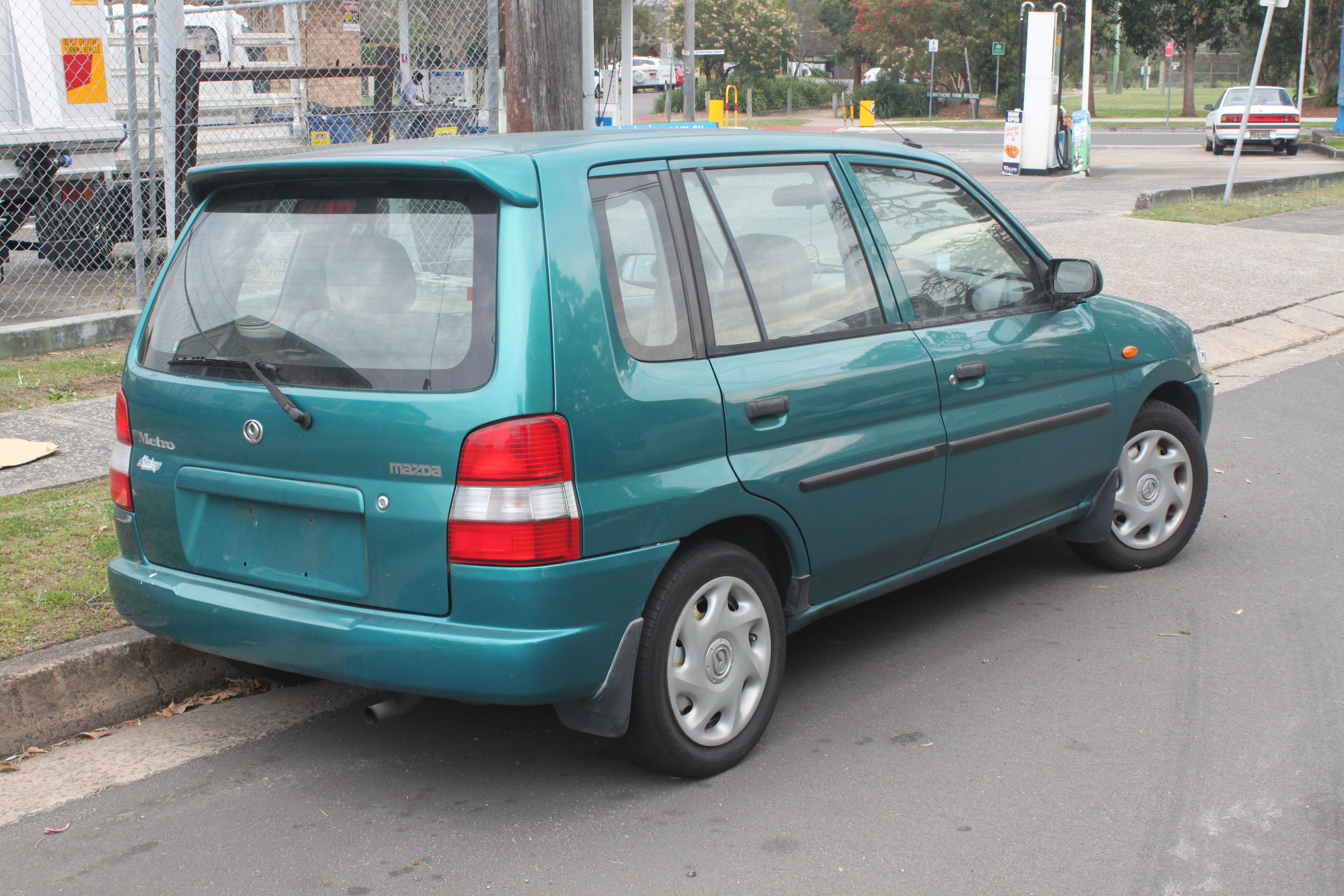
Mazda 121 Metro 1996–1997 г. в. (Австралия, до рестайлинга)
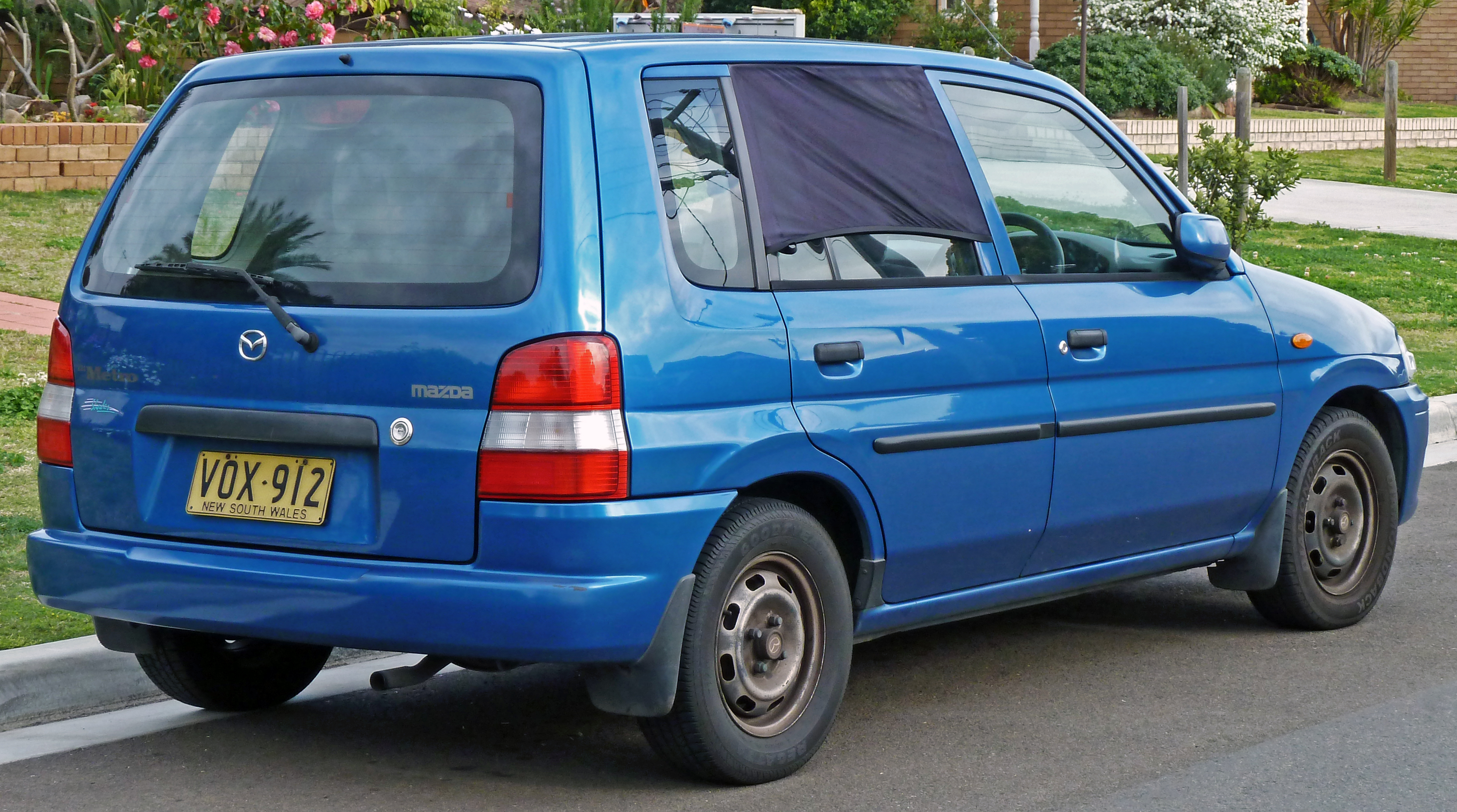
Mazda 121 Shades Metro 1999 г. в. (Австралия, до рестайлинга)
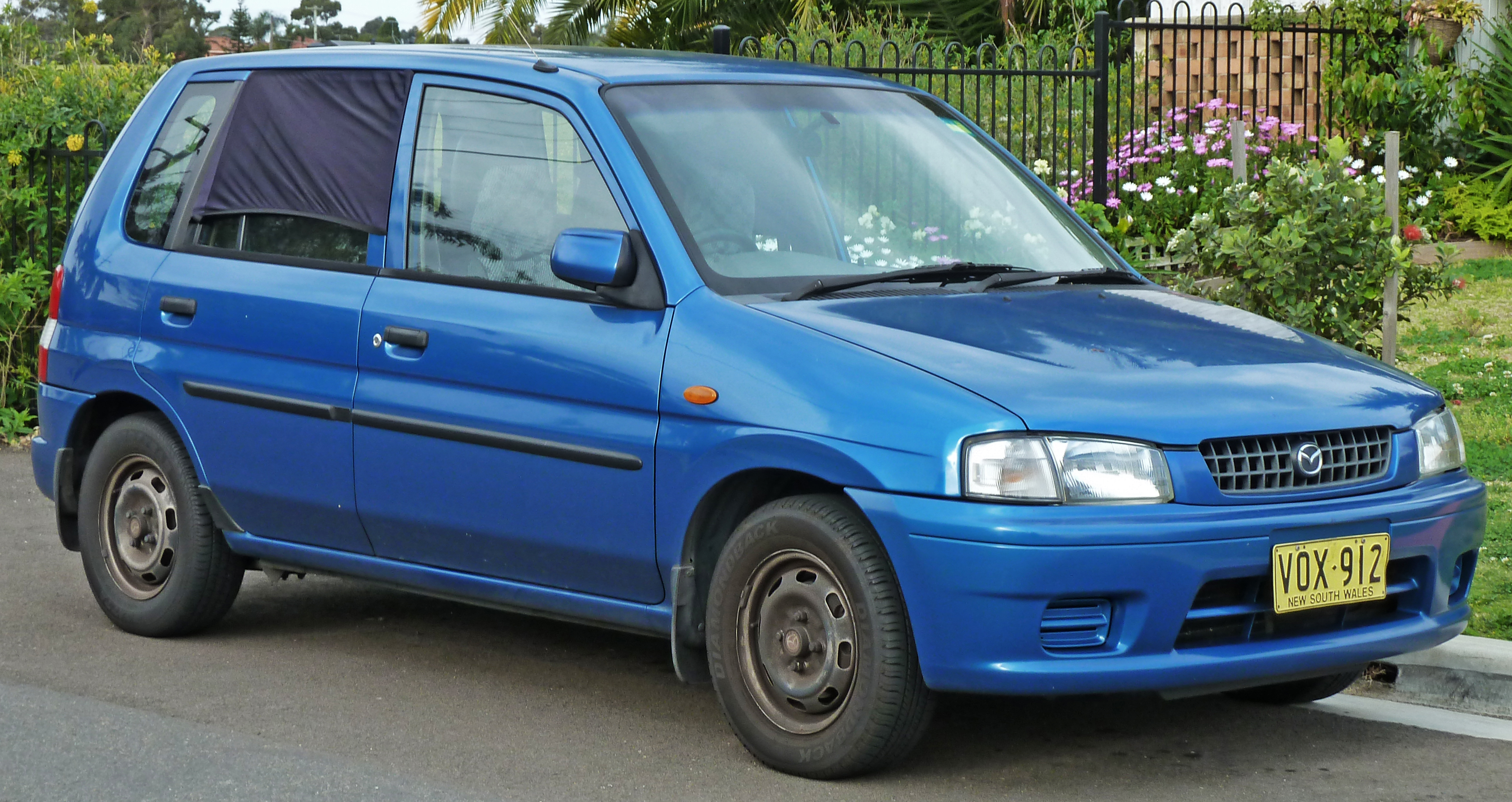
Mazda 121 Shades Metro 1999 г. в. (Австралия, до рестайлинга)
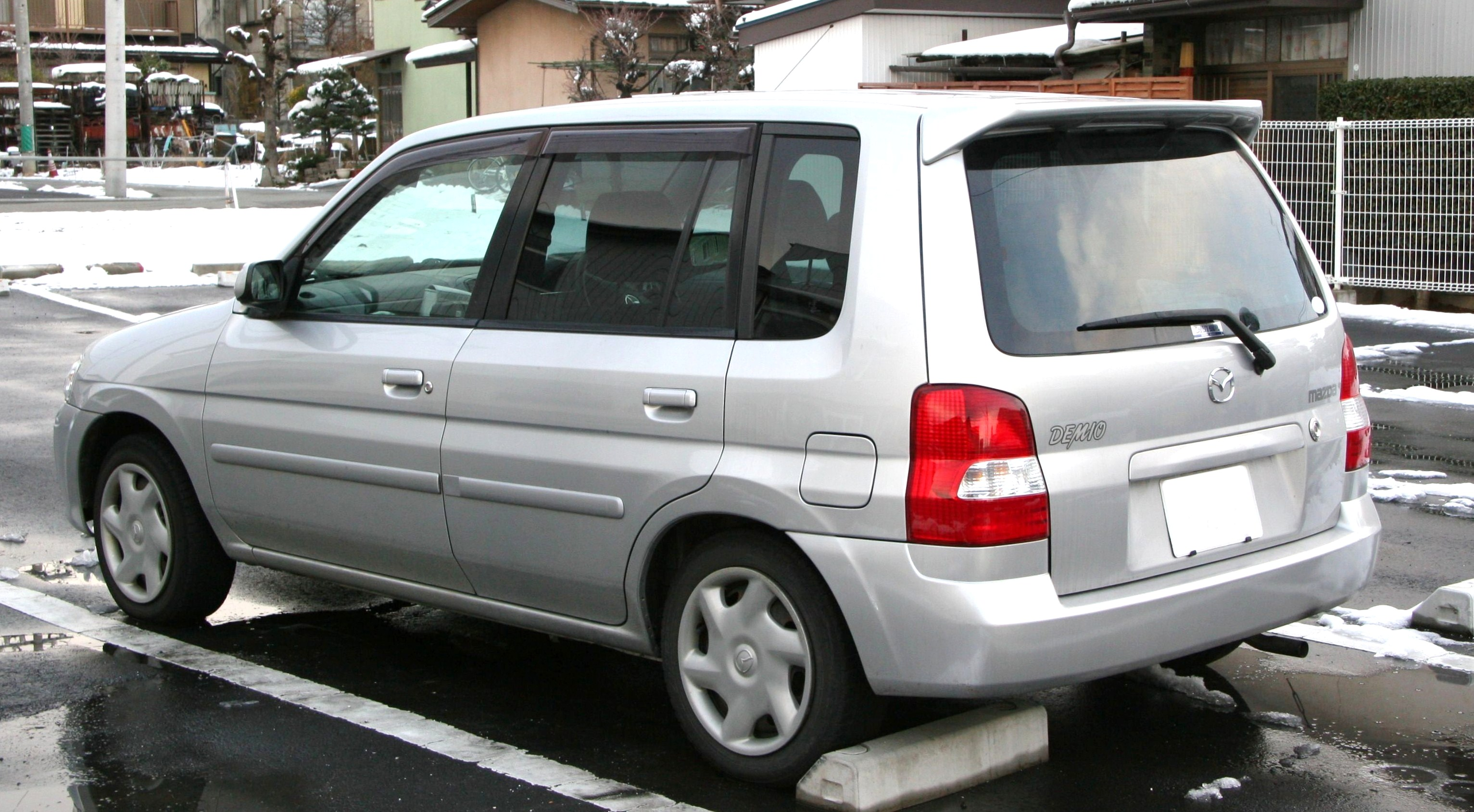
Mazda Demio 1999—2001 г. в. (Япония, после рестайлинга)